# Tabela uslovne verovatnoće
U statistici, tabela uslovne verovatnoće (conditional probability table, CPT) je definisana za skup diskretnih i međusobno zavisnih randomnih promenljivih da prikaže uslovne verovatnoće jedne promenljive u odnosu na ostale (tj. verovatnoću svake moguće vrednosti jedne promenljive ako se znaju vrednosti koje preuzimaju druge varijable). Na primer, pretpostavimo da postoje tri randomne promenljive {\displaystyle x_{1},x_{2},x_{3}} gde svaka ima {\displaystyle K} stanja. Onda, tabela uslovne verovatnoće za {\displaystyle x_{1}}  daje vrednosti uslovne verovatnoće {\displaystyle P(x_{1}=a_{k}\mid x_{2},x_{3})} – gde je vertikalna linija {\displaystyle |} znači „date vrednosti“ – za svako od K mogućih vrednosti {\displaystyle a_{k}} promenljive {\displaystyle x_{1}} i za svaku moguću kombinacija vrednosti {\displaystyle x_{2},\,x_{3}.} Ova tabela ima {\displaystyle K^{3}} ćelija. Generalno, za {\displaystyle M} promenljive {\displaystyle x_{1},x_{2},\ldots ,x_{M}} sa {\displaystyle K_{i}} stanja za svaku promenljivu {\displaystyle x_{i},} CPT za bilo koju od njih ima broj ćelija jednak proizvodu {\displaystyle K_{1}K_{2}\cdots K_{M}.}
Tabela uslovne verovatnoće se može staviti u matrični oblik. Kao primer sa samo dve promenljive, vrednosti {\displaystyle P(x_{1}=a_{k}\mid x_{2}=b_{j})=T_{kj},} sa k i j u rasponu od K vrednosti, kreira se K×K matrica. Ova matrica je stohastička matrica pošto kolone imaju zbir 1; tj. {\displaystyle \sum _{k}T_{kj}=1} za svako j. Na primer, pretpostavimo da dve binarne promenljive x i y imaju zajedničku distribuciju verovatnoće datu u ovoj tabeli:
|      | x=0 | x=1 | P(y) |
| ---- | --- | --- | ---- |
| y=0  | 4/9 | 1/9 | 5/9  |
| y=1  | 2/9 | 2/9 | 4/9  |
| P(x) | 6/9 | 3/9 | 1    |

Svaka od četiri centralne ćelije pokazuje verovatnoću određene kombinacije vrednosti x i y. Prvi zbir kolone je verovatnoća da je x =0 i y jednako bilo kojoj od vrednosti koje može imati – to jest, zbir kolone 6/9 je granična verovatnoća da je x=0. Ako se želi da se pronađe verovatnoća da je y=0 s obzirom da je x=0, izračunava se deo verovatnoće u koloni x=0 koja ima vrednost y=0, što je 4/9 ÷ 6/9 = 4/6. Isto tako, u istoj koloni nalazimo da je verovatnoća da je y=1 za x=0 jednaka 2/9 ÷ 6/9 = 2/6. Na isti način, takođe se mogu pronaći uslovne verovatnoće za y jednako 0 ili 1 kada je x=1. Kombinovanje ovih informacija daje tabelu uslovnih verovatnoća za y:
|               | x=0 | x=1 |
| ------------- | --- | --- |
| P(y=0 dato x) | 4/6 | 1/3 |
| P(y=1 dato x) | 2/6 | 2/3 |
| Suma          | 1   | 1   |

Sa više od jedne uslovljavajuće promenljive, tabela bi i dalje imala jedan red za svaku potencijalnu vrednost promenljive čije uslovne verovatnoće treba da budu date, a postojala bi jedna kolona za svaku moguću kombinaciju vrednosti uslovnih promenljivih.
Štaviše, broj kolona u tabeli bi mogao biti značajno proširen kako bi se prikazale verovatnoće promenljive od interesa uslovljene specifičnim vrednostima samo nekih, a ne svih drugih varijabli.